# Gábor Kuncze
Gábor Kuncze (ur. 4 listopada 1950 w Pápie) – węgierski polityk i inżynier, przewodniczący Związku Wolnych Demokratów (1997–1998 i 2001–2007), wicepremier i minister spraw wewnętrznych (1994–1998).

## Życiorys
Studiował inżynierię na politechnice w Budapeszcie, kształcił się również w dziedzinie ekonomii na Uniwersytecie Nauk Ekonomicznych im. Karola Marksa. Od połowy lat 70. pracował w przedsiębiorstwach inżynieryjno-budowlanych na różnych stanowiskach.
W 1990 uzyskał po raz pierwszy mandat posła do Zgromadzenia Narodowego. Z powodzeniem ubiegał się o reelekcje w latach 1994, 1998, 2002 i 2006 z ramienia SzDSz, zasiadając w parlamencie nieprzerwanie do 2010. W sierpniu 1992 przystąpił do Związku Wolnych Demokratów, stał na czele ugrupowania w latach 1997–1998 oraz 2001–2007, był także przewodniczącym frakcji parlamentarnej SzDSz (1993–1994). Po utworzeniu koalicji socjalistów i liberałów w 1994 objął funkcje wicepremiera i ministra spraw wewnętrznych w rządzie Gyuli Horna, które sprawował do przegranych wyborów w 1998.
W 2008 został prezenterem stacji radiowej Klubrádió, a w 2010 prezenterem telewizji ATV.